# Sanja Modrić
Sanja Modrić (Zagreb, 11. lipnja 1954.) hrvatska je novinarka.

## Životopis
Diplomirala je komparativnu književnosti i engleski na Filozofskom fakultetu u Zagrebu.
Specijalizirala je novinarstvo u Sjedinjenim Državama Amerike:
- American Society of Newspaper Editors Scholarship 1993.
- Michigan Journalism Fellowship 1998.

U novinarstvu je od 1979. godine. Bila je uposlena u zagrebačkoj redakcija Borbe (reporterka), zatim u Slobodnoj Dalmaciji (komentatorica), Novom listu (komentatorica), te Tjedniku (novinarka, glavna urednica). Bila je dio najuže ekipe koja je 1998. pokrenula Jutarnji list, prva urednica rubrike Politika, te pomoćnica glavnog urednika. nakon toga se vratila u Novi list, gdje je bila komentatorica i pomoćnica glavnog urednika i gdje je dočekala mirovinu u lipnju 2019. Pisala je i za Feral Tribune i druge novine. Od 2019. je komentatorica na portalu Telegram.
Od 2000. do 2004. bila je predsjednica Vijeća časti Hrvatskog novinarskog društva. 
Autorica je priručnika za novinare Kako i zašto. 
Međunarodna novinarska organizacija Internews angažirala ju je 2019. kao konzultanticu. 

## Nagrade i priznanja
- Nagrada "Otokar Keršovani" za životno djelo (2018.)
- Nagrada Marija Jurić Zagorka za novinara godine (2004.), za najbolje uređenu rubriku (2000.), za intervju, za kolumnu (obje 1995.)